# Narcine atzi
Narcine atzi är en rockeart som beskrevs av Carvalho och Randall 2003. Narcine atzi ingår i släktet Narcine och familjen Narcinidae. IUCN kategoriserar arten globalt som otillräckligt studerad. Inga underarter finns listade i Catalogue of Life.